# Servant Girl Annihilator
Servant Girl Annihilator, foi um assassino em  série desconhecido que atuou na cidade de Austin, Texas (17, 000 habitantes aproximadamente em 1885)  durante os anos de 1884 e 1885. Jornais atuais referem-se ao crime como "The Servant Girl Murders." A edição de 26 de dezembro de 1885 do New York Times reportou que os "assassinatos foram cometidos por algum louco astuto, que é insano quando se trata em assassinar mulheres."

## Assassinatos
De acordo com o Texas Monthly, sete mulheres e um homem foram assassinados. Além disso, seis mulheres e dois homens ficaram gravemente feridos. Todas as vítimas foram atacadas dentro de casa enquanto dormiam em suas camas. Cinco das vítimas do sexo feminino foram então arrastadas, inconscientes, mas ainda vivas, e mortas ao ar livre. Três das vítimas do sexo feminino foram severamente mutiladas, todas fora de casa. Apenas uma das vítimas assassinadas do sexo feminino foi mutilada dentro de casa. De acordo com o Texas Monthly , todas as vítimas foram colocadas de uma forma similar. Seis das mulheres  assassinadas tinham um "objeto cortante" inserido em seus ouvidos. A série de assassinatos terminou com a morte de duas mulheres, uma cortesã chamada Eula Phillips, 17 anos, e Susan Hancock, que foi atacada enquanto dormia na cama de sua filha de dezesseis anos, na noite de 24 de Dezembro de 1885. 
De acordo com um artigo do New York Times de 26 de dezembro de 1885, cerca de 400 homens foram presos no ano.  Segundo o Texas Monthly, políticos da época recusavam-se a crer que um homem ou um grupo de pessoas eram responsáveis pelos crimes. Apenas um dos homens presos, James Phillips, foi condenado por assassinar sua mulher, Eula Phillips. A condenação depois foi revista. 
Os crimes em série representaram um inicio dessa classe de assassinatos nos Estados Unidos, três anos antes de Jack the Ripper em  Whitechapel.Em seu livro, Jack the Ripper: The American Connection  a autora Shirley Harrison afirmou que o assassino do Texas e Jack the Ripper eram o mesmo homem, nomeadamente James Maybrick. De acordo com outro escritor, Phillip Sugden em seu  The Complete History of Jack the Ripper, a conjectura de que os crimes foram cometidos pela mesma pessoa começaram em outubro de  1888, quando um editor do  The Atlanta Journal-Constitution propôs conjecturar os crimes de Stride e Eddowes a Jack the Ripper. Diversas autoridades de Londres teriam interrogado cowboys estadunidenses, sendo um deles, de acordo com os autores de Jack the Ripper, A to Z, Buck Taylor,  um artista de Buffalo Bill nos Wild West Show, que havia nascido em Fredricksburg, Texas, cerca de setenta milhas do sul de Austin.

## Cozinheiro Malaio
Segundo o Atchison Daily Globe de 19 de novembro de 1888,  o jornal Austin American Statesman  noticiou que um cozinheiro naval malaio  era suspeito nos assassinatos de Jack the Ripper.  O jornal reportou que um "cozinheiro Malaio havia se hospedado em um pequeno hotel de Austin em 1885. Além disso, o jornal afirmou que o jornalista de Austin:

investigou o assunto, convidando a Sra. Schmidt, que mantinha a Pearl House, perto da Congress Avenue em frente ao depósito da União, há três anos. Verificou-se que um cozinheiro Malaio chamando a si mesmo de Maurice tinha sido empregado na casa em 1885, tendo abandonado o local depois de algum tempo, em janeiro de 1886. Deve-se lembrar que o último crime da série de assassinatos de Austin foi o assassinato de Mrs. Hancock e Mrs. Eula Phillips, tendo o ultimo ocorrido na véspera do Natal de 1885, pouco antes da partida do malaio, tendo os assassinatos cessado. A forte presunção de que o malaio era o assassino das mulheres de  Austin foi criado pelo fato de que todas as vitimas, exceto duas ou três residiam nas imediações da Pearl House.

Atchison Daily Globe

## Vítimas
- Mollie Smith, 25, foi morta na noite de 30 de Dezembro de 1884. Walter Spencer foi seriamente mutilado. [1]

- Clara Strand e Christine Martenson, duas empregadas suecas, foram feridas gravemente na noite de 16 de março de 1885.[1]

- Eliza Shelly foi morta na noite de 6 de maio de 1885.[1]

- Irene Cross sangrou até a morte depois de ser atacada por um homem com uma faca na noite de 22 de maio de 1885.[1]

- Clara Dick foi seriamente ferida em agosto de 1885.[1]

- Mary Ramey, 11, foi morta na noite de 30 de agosto de 1885. Sua mãe, Rebecca Ramey foi seriamente machucada. [1]

- Gracie Vance, foi morta na noite de 28 de setembro de 1885. Orange Washington também foi morta no ataque à Vance. Lucinda Boddy, e Patsey Gibson foram seriamente feridas. [1]

- Susan Hancock foi morta na noite de 24 de dezembro de 1885[1]

- Eula Phillips foi morta na noite de 24 de dezembro de 1885. Seu marido, James Phillips, foi seriamente machucado. [1]

## Testemunhas
De acordo com um artigo publicado junho de 2000 no  Texas Monthly  sobre os assassinatos, houve uma testemunha que afirmou ter visto o(s) assassino(s), mas relatou informações contraditórias à polícia e aos detetives. O assassino(s) foi relatado sendo  branco, ou de compleição parda, usando algum tipo de fuligem  para esconder sua cor de pele; um homem vestindo uma saia-Hubbard; um homem vestindo um chapéu desabado; ou um homem vestindo um chapéu e também um pano branco que cobria a parte inferior do seu rosto. Houve também relatos de que o assassino trabalhou com um cúmplice, ou era parte de uma "gangue" de assassinos. A comunidade Africano-Americana e alguns praticantes de vodu acreditavam que o assassino era um homem branco que tinha poderes mágicos que lhe permitiam aparecer invisível, pois nenhum cão no exterior ou nos jardins das casas vizinhas foram ouvidos ou levantaram qualquer alarme.

## Resposta
A série de assassinatos terminou quando policiais adicionais foram contratados, recompensas foram oferecidas e os cidadãos formaram uma comissão de vigilância para patrulhar as ruas à noite. Jornais contemporâneos afirmam que o(s) assassino(s ) aparentemente sumiu da área, pois nenhum assassinato foi atribuído ao matador pelas autoridades. 